# فرودگاه سنت جورج (آلاسکا)
فرودگاه سنت جورج (آلاسکا) (به انگلیسی: St. George Airport (Alaska)) یک فرودگاه همگانی بهره‌برداری هوایی با کد یاتا STG است که یک باند فرود آسفالت دارد و طول باند آن ۱۵۱۸ متر است. این فرودگاه در کشور ایالات متحده آمریکا قرار دارد و در ارتفاع ۳۸ متری از سطح دریا واقع شده است.